# تارنوو (استان اوپوله)
تارنوو (به لهستانی: Tarnów) یک منطقهٔ مسکونی در لهستان است که در گمینا کامیننگک واقع شده‌است.